# Расписной перепел
Расписной перепел (Synoicus chinensis) — птица из трибы Coturnicini семейства фазановых (Phasianidae). Массой от 45 до 70 граммов и длиной примерно 14 см расписные перепела являются самыми маленькими представителями отряда курообразных.

## Описание

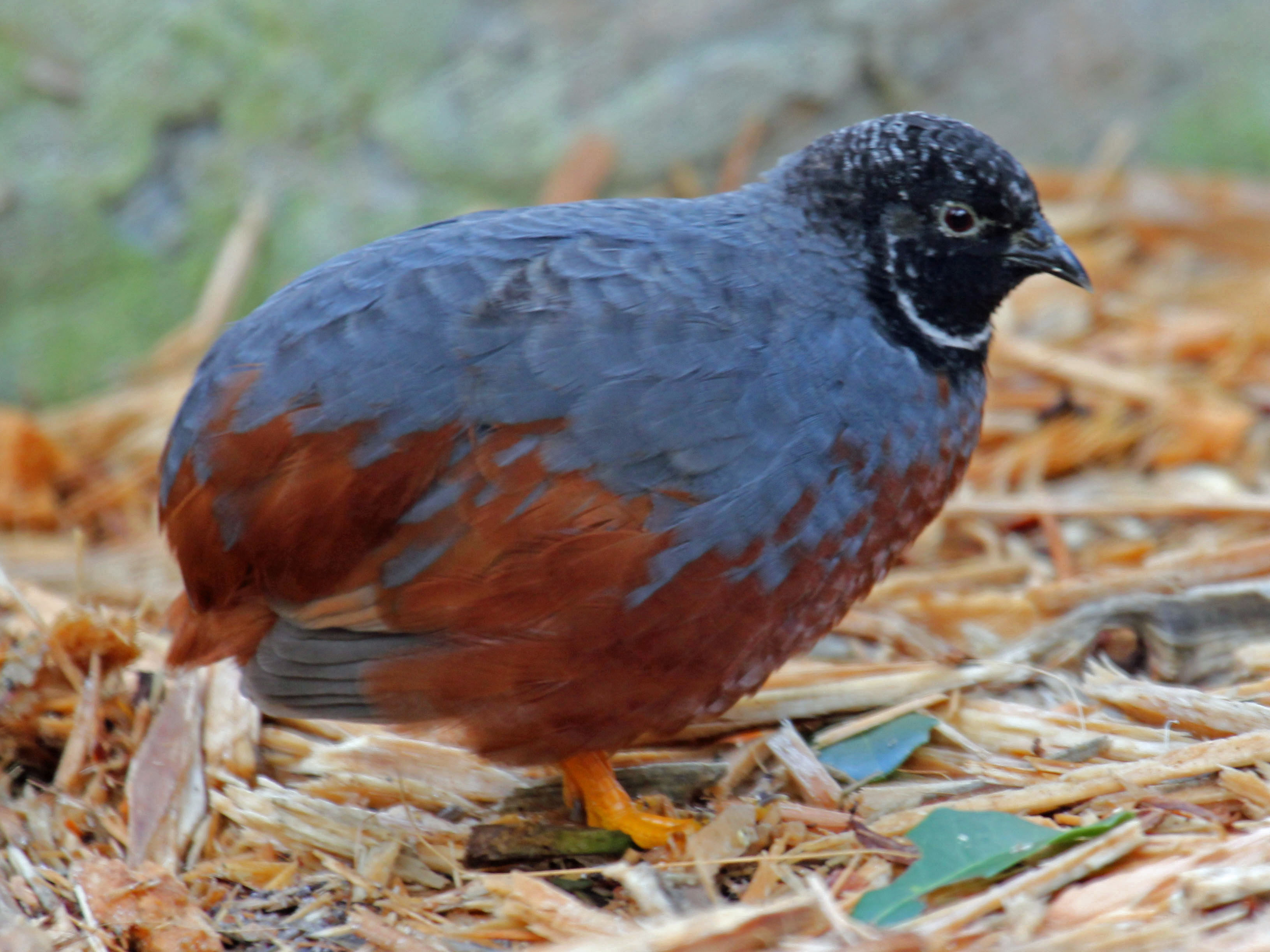

Расписные перепела имеют выраженный половой диморфизм. У номинативной формы C. c. chinensis у самцов перепела красно-бурая макушка и затылок, который имеет чёрную кайму. Бока головы и шея серые, белая полоса тянется от основания клюва до глаз. Под ней проходит чёрная полоса, которая соединяется впереди в широкое чёрное пятно подбородка и горла. Она обрамляет широкую, белую бороду.
У самок светлая красно-бурая грудь и белое горло. Оперение верха песочного цвета. На нижней стороне они светло-красноватые с чёрными полосами.
У обоих полов клюв окрашен в чёрный цвет, ноги имеют оранжево-жёлтую окраску, а радужины карминово-красного цвета.
Содержащиеся в неволе дикие формы — это редко гибриды различных подвидов, которые почти не расходятся в окраске своего оперения. Был выращен, однако, ряд разных цветовых вариантов номинативной формы, такие как белый, серебряный, коричневый, розоватый и др.

## Распространение и подвиды
Расписные перепела проживают на Индийском полуострове, в Мьянме, Таиланде, Тайване, Китае, на Борнео, Никобарских островах и Филиппинах, Яве, Ломбоке, Флоресе, Тиморе, Суматре, в Новой Гвинее и Австралии. В пределах своей области распространения они образуют 6 подвидов (см. таблицу).
Расписные перепела населяют густые, влажные луга на равнине и в горах. Тропы на их участке похожи на туннели в траве. В Африке, где расписные перепела встречаются скорее единично, их можно найти в горах на высоте до 1 800 м. При этом в нерегулярных миграциях они приспосабливаются к сезонам дождей. Так период гнездования расписных перепелов в Нигерии начинается в разгар сезона дождей. Как только молодые птицы встают на крыло, они покидают регион.
| Подвид                                           | Ареал                                                                      |
| ------------------------------------------------ | -------------------------------------------------------------------------- |
| Synoicus chinensis chinensis (Linnaeus, 1766)    | От Индии и Шри-Ланки до Малайзии, Суматры, Явы, Индокитая, Китая и Тайваня |
| Synoicus chinensis trinkutensis (Richmond, 1902) | Никобарские острова                                                        |
| Synoicus chinensis lineatus (Scopoli, 1786)      | Филиппины, Борнео, Малые Зондские острова, Сулавеси и Молуккские острова   |
| Synoicus chinensis lepidus (Hartlaub, 1879)      | Новая Гвинея и Архипелаг Бисмарка                                          |
| Synoicus chinensis victoriae (Mathews, 1912)     | Восточная Австралия                                                        |
| Synoicus chinensis colletti (Mathews, 1912)      | Северная Австралия                                                         |

## Размножение
Расписные перепела моногамны.
Во время тока часто можно слышать высокий, трёхсложный свист самца. Он напоминает «куии-кии-кью». Гнездо строит только самка. В кладке, как правило, от 4 до 10, редко также до 14 яиц. Их окраска может быть различной, от одноцветно-желтоватой до коричневого цвета, иногда с чёткими чёрно-коричневыми крапинами. Высиживает кладку самка. Через 16—17 дней на свет появляются цыплята размером со шмеля, которые покидают гнездо уже в первый день своего появления. Они поедают с первого дня всё, чем бы питались их родители (напр., мучных червей, насекомых). Птицы становятся половозрелыми через 14—18 недель.
Количество годовых выводков зависит от ассортимента питания. Если он достаточен, несколько выводков происходят последовательно.

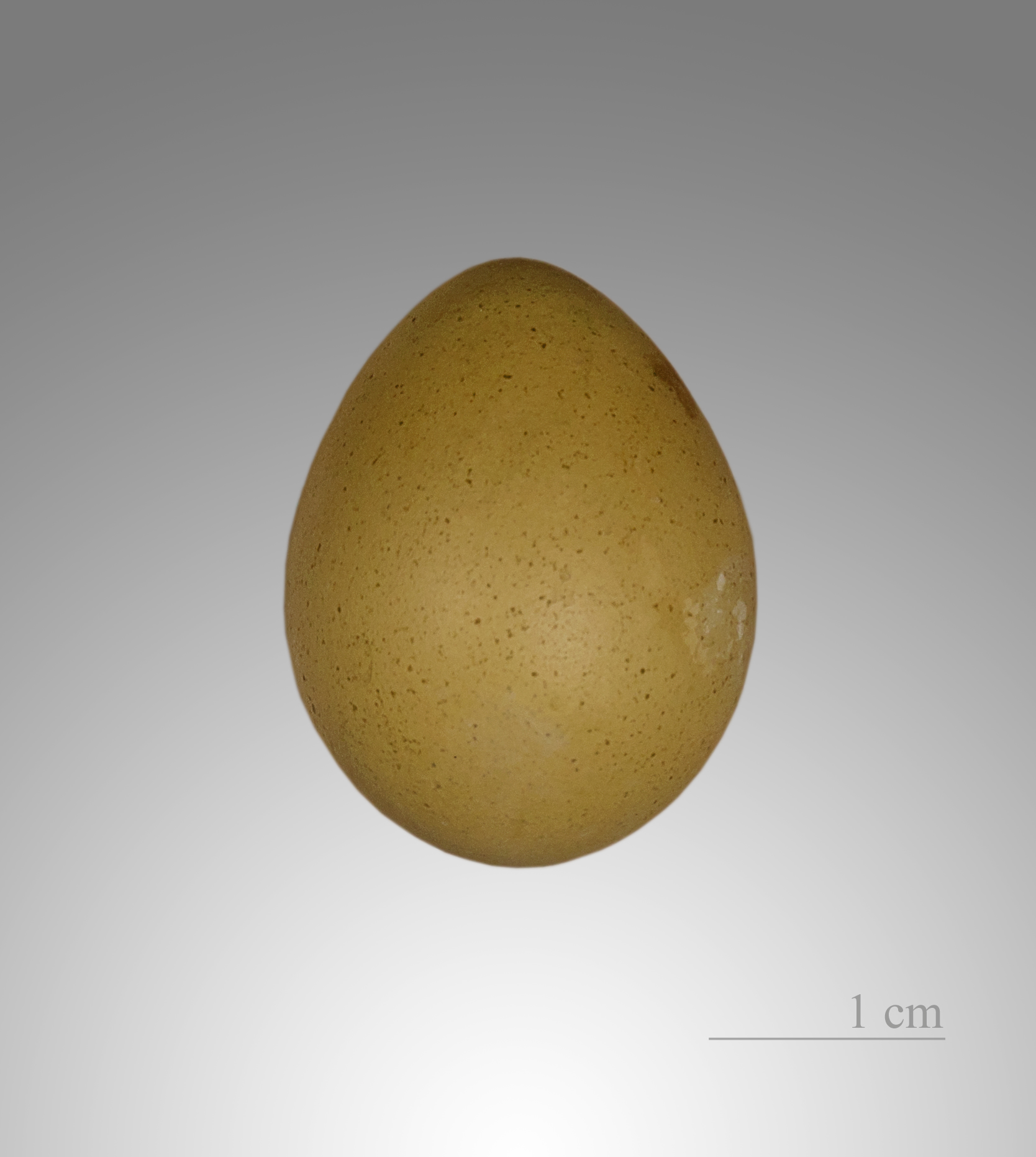
Яйцо расписного перепела
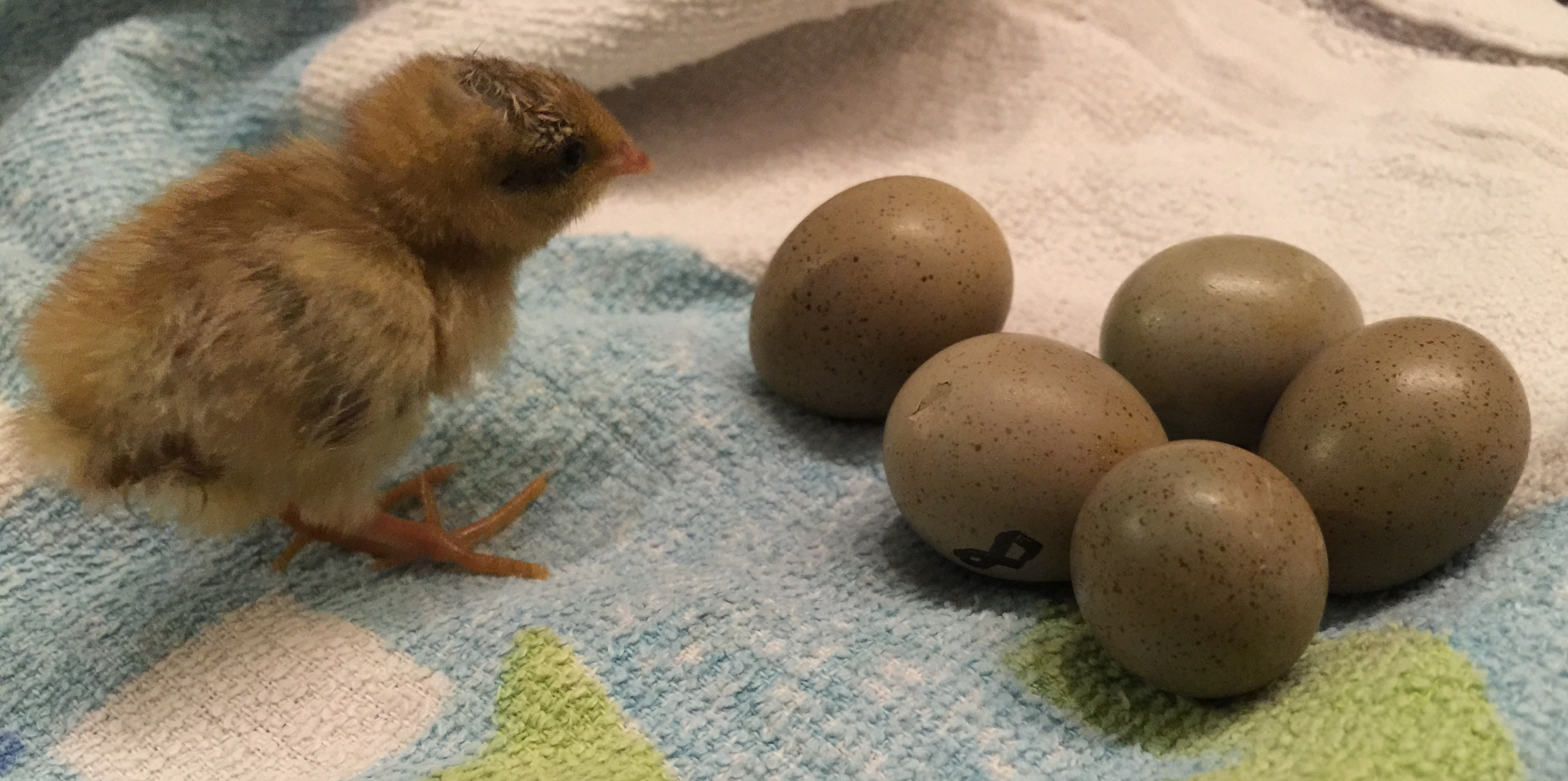
Яйца и птенец расписного перепела
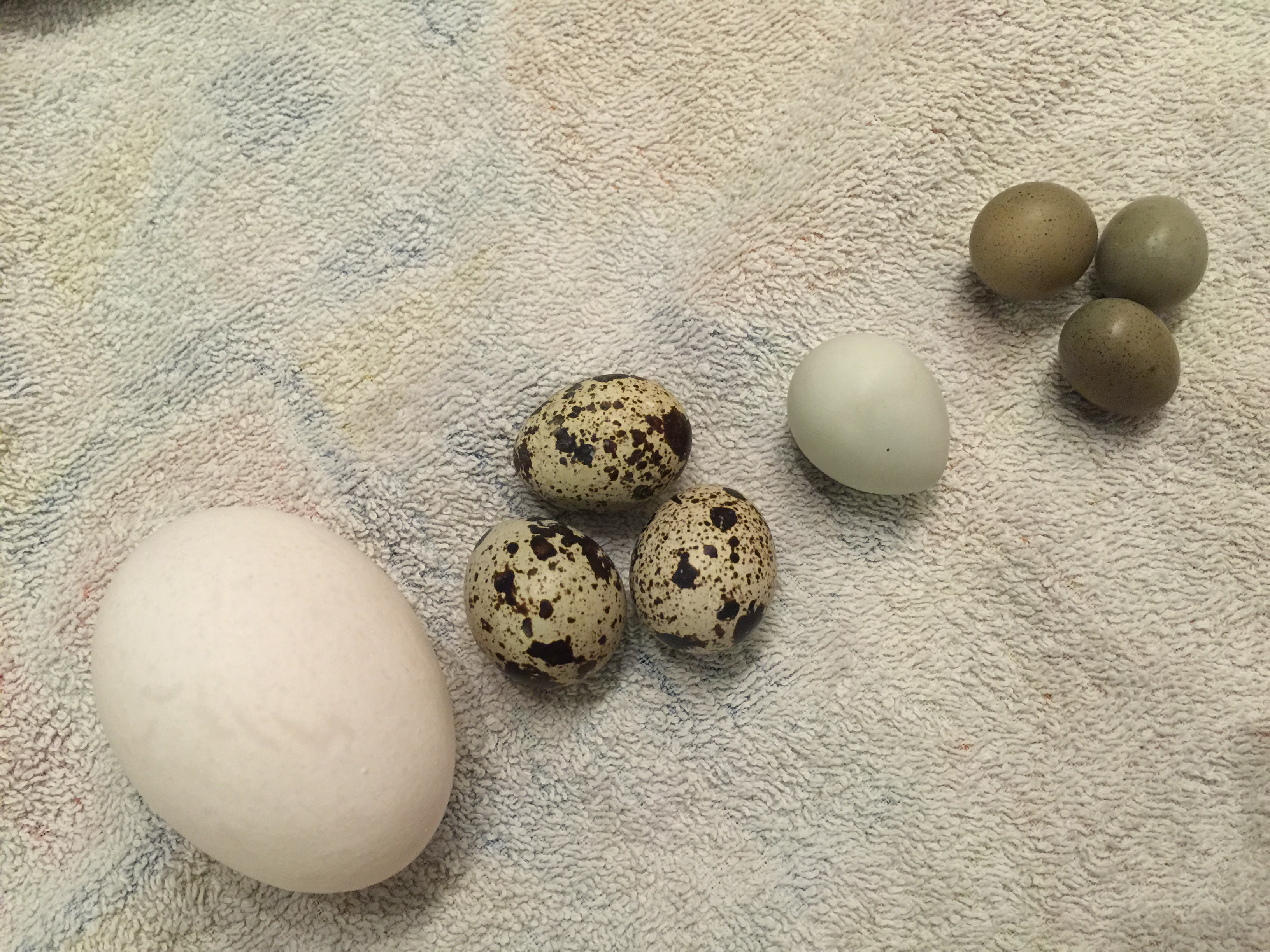
Яйца расписного перепела (справа вверху) в сравнении с яйцами немого перепела (посередине) и куриным яйцом (слева внизу)
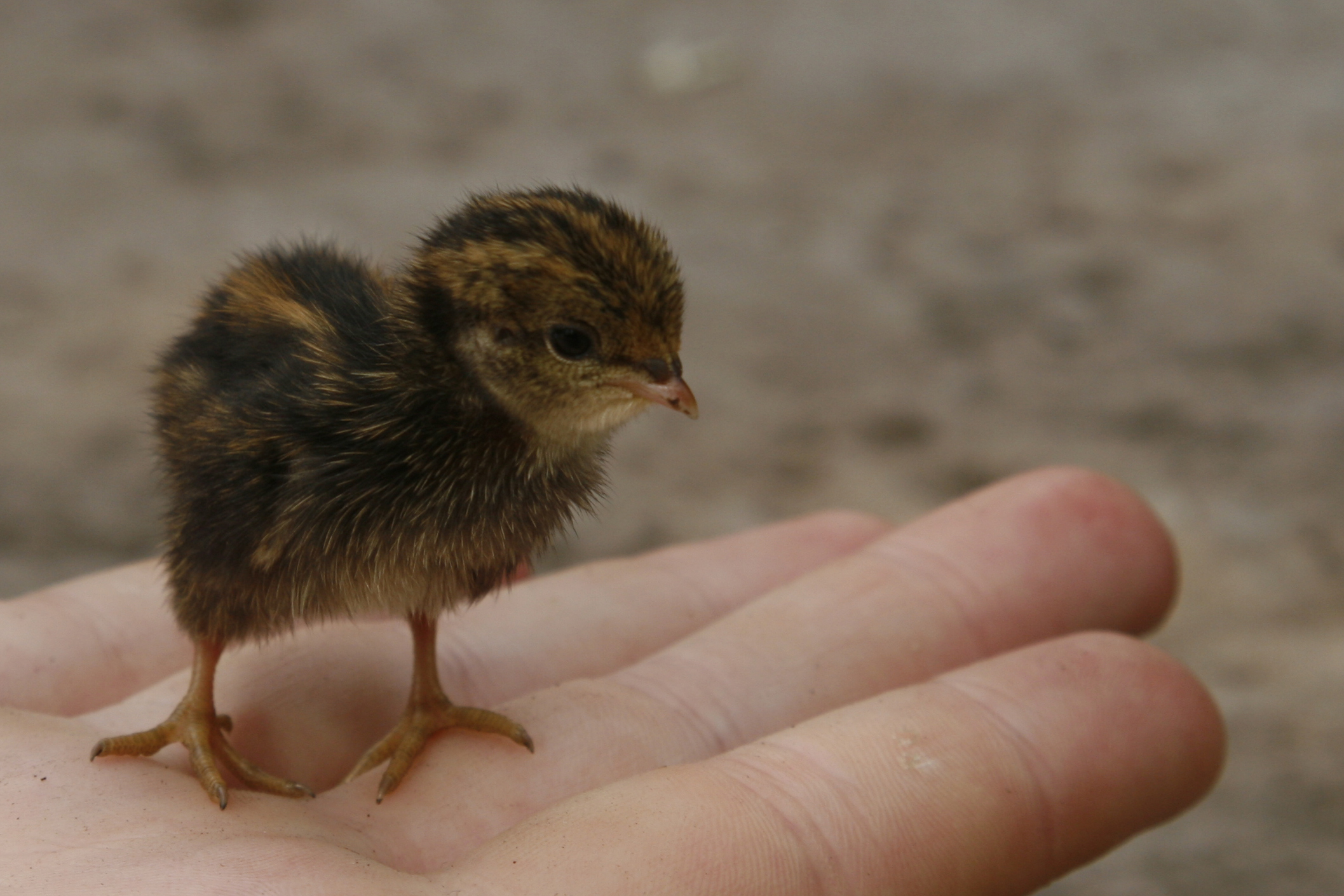
Птенец на человеческой ладони

## Содержание в неволе
Расписные перепела долгое время содержались в Китае как декоративные птицы. Было принято носить их с собой в карманах в зимний период, чтобы греть о них руки. Прежнее название рода Excalfactoria (= согревающий) подтверждает эту практику.
В Европу птицы были завезены уже в 1794 году. До сегодняшнего дня они являются популярными декоративными птицами. Вместе с тем, остаётся недооценённой площадь, необходимая этим маленьким птицам. Для правильного содержания необходимо основание 2×2 м.